# Barntrup
Barntrup es una ciudad alemana ubicada en el Distrito de Lippe. Se encuentra a 40 km al este de Bielefeld y a 9 km de Bad Pyrmont.

## Personalidades

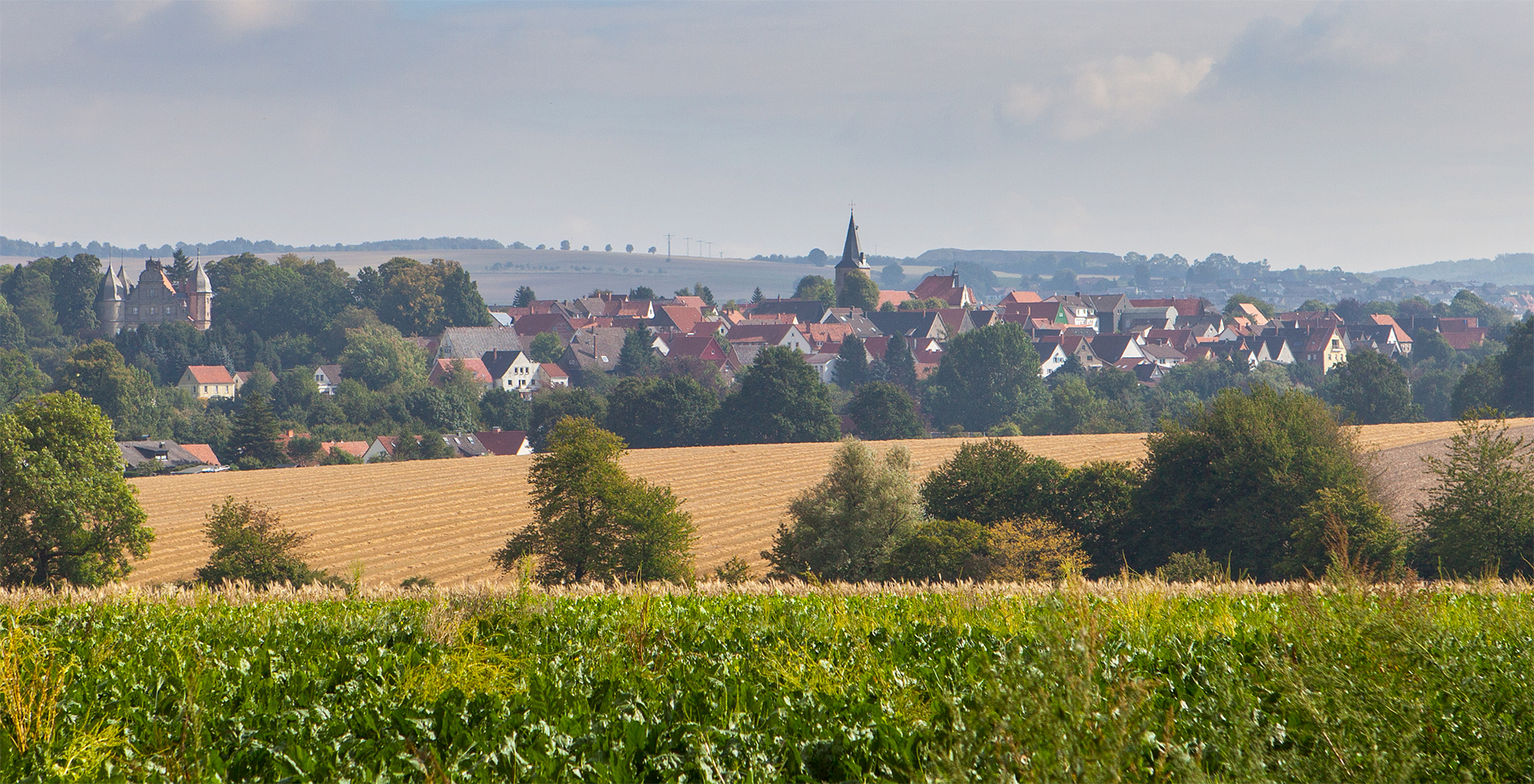
Barntrup

- Heinrich Meibom, Poeta e historiador (1555-1625)
- Ludwig Deppe, Compositor (1828-1890)

## Literatura
- Martin u. Erika Böttcher (Hrsg.): 600 Jahre Barntrup 1376-1976. Barntrup 1976
- Westfälischer Städteatlas; Band: III; 1 Teilband. Im Auftrage der Historischen Kommission für Westfalen und mit Unterstützung des Landschaftsverbandes Westfalen-Lippe, hrsg. von Heinz Stoob † und Wilfried Ehbrecht. Stadtmappe Barntrup, Autoren: Hartwig Walberg, Michael Tönsing. ISBN 3-89115-121-7; Dortmund-Altenbeken, 1988.
- Lippischer Heimatbund: Zauberwahn und Hexenprozesse in Barntrup, 1976